# László Kiss-Rigó
László Kiss-Rigó (n. 6 aprilie 1955, Budapesta, Republica Populară Ungară) este un episcop romano-catolic maghiar.